# Christa Kinshofer
Christa Kinshofer (n. 24 ianuarie 1961, München, RFG) este o schioare alpină ce a reprezentat Germania de Vest, medaliată olimpică. A participat la 2 ediții ale Jocurilor Olimpice (1980, 1988) în care a câștigat două medalii de argint și o medalie de bronz.